# Worms (datorspel, 1995)
Worms är ett artilleri- strategidatorspel utvecklat av Team17 och utgivet 1994. Spelet är det första i Wormsserien och släpptes först till Amiga, för att senare porteras till andra format. Spelet är turordningsbaserat, och varje spelare styr ett lag med maskar som kontrolleras av antingen datorn eller en annan spelare. Målet är att med vapnen tillintetgöra maskarna i det andra laget, och när striden är slut har det lag där den sista överlevande masken finns vunnit.

### Fotnoter
1. ↑  Worms på Moby Games (engelska)
2. ↑  Worms review from CU Amiga Magazine (Dec 1995) – Amiga Magazine Rack